# Azio (posamine)
L'Azio è stato un posamine della Regia Marina ed una nave idrografica della Marina Militare italiana.

## Costruzione e caratteristiche
Costruito tra il 1925 ed il 1928 nei Cantieri Navali Riuniti di Ancona, l'Azio faceva parte della classe omonima, progettata all'inizio degli anni '20 (le navi della classe furono ordinate nel 1924 per il servizio nelle colonie) dal colonnello del Genio Navale Francesco Rotundi (a preparare il capitolato tecnico del Legnano fu l'ingegner Leonardo Fea). Le unità di tale classe avrebbero dovuto servire sia come posamine che come navi coloniali: il loro principale compito sarebbe infatti consistito nella posa di campi minati difensivi nelle acque delle colonie e dei possedimenti italiani in Mediterraneo e Mar Rosso, a difesa delle relative coste. Oltre che alla posa di sbarramenti difensivi sulle rotte d'accesso ai porti italiani, tali unità avrebbero provveduto alla posa di sbarramenti offensivi sulle rotte percorse dal naviglio avversario, ed erano inoltre in grado di essere impiegati come dragamine. Grazie tuttavia alle loro ottime caratteristiche marine, le unità della classe Azio, nel corso degli anni '20 e '30, si rivelarono adatte a numerosi e svariati utilizzi, quali cannoniere, navi scuola, navi coloniali, navi idrografiche o stazionarie in acque straniere, utilizzabili sia in Italia che nelle colonie od in località ancora più lontane.
Nel corso della costruzione le unità della classe vennero modificate con l'aggiunta di ulteriori pesi, che ridusse di un nodo (da 16 a 15) la velocità rispetto a quella di progetto, ma che non impedì comunque di utilizzare le unità anche come navi scorta. Essendo state concepite anche per la rappresentanza presso nazioni estere e la permanenza in climi caldi, le unità della classe ebbero un allestimento particolarmente confortevole e curato, anche lussuoso, furono muniti di isolamenti termici (per poter stazionare a lungo in aree con clima tropicale, impedendo il raggiungimento di temperature elevate nei locali interni) e di stazioni radio di notevole potenza. Vi erano inoltre alloggi in eccesso, per poter ospitare altro personale. Grazie al ridotto pescaggio ed alla loro versatilità, le navi potevano anche essere impiegate, all'occorrenza, nella navigazione fluviale.

L'Azio fotografato in navigazione.

I posamine della classe Azio avevano tagliamare dritto, un alto bordo libero ed oltre un terzo dello scafo occupato dal castello di prua, a poppavia del quale vi era una grande tuga che raggiungeva la poppa. In corrispondenza dell'estremità anteriore del ponte di castello vi erano plancia, timoniera (che formavano un blocco unico) e controplancia scoperta, su due ponti, a poppavia della quale vi era il fumaiolo, con una leggera inclinazione verso poppa, poi gli osteriggi della sala macchine ed il locale di governo secondario. Vi erano due alberi verticali, a stilo e privi di montanti. Nel sottocastello e nella parte prodiera del ponte di primo corridoio si trovavano i locali per l'equipaggio, mentre a poppavia della sala macchine, sul ponte di primo corridoio, erano sistemati i camerini degli ufficiali e dei sottufficiali di grado più elevato. A centro nave, ai lati del ponte di coperta, vi erano le gru di diverse motobarche ed imbarcazioni utilizzate per servizi vari. Lo scafo era in acciaio dolce Martin-Siemens.
L'apparato motore consisteva in due macchine a vapore verticali a triplice espansione, che, alimentate da altrettante caldaie a tubi d'acqua, sviluppavano la potenza totale di 1500 CV, consentendo una velocità di 15 nodi, alla quale l'autonomia era di 1500 miglia. La suddivisione dell'apparato motore su due assi contribuì positivamente, insieme al disegno dello scafo, dalle caratteristiche molto marine, a conferire agli Azio eccellenti qualità di tenuta del mare e manovrabilità. Mentre Azio, Lepanto e Legnano avevano caldaie alimentate a nafta (75 tonnellate), Dardanelli, Ostia e Milazzo le avevano a carbone (85 tonnellate). Secondo alcune fonti le unità erano in origine provviste anche di velatura ausiliaria: un fiocco di 26 m², una trinchettina di 93 m², una randa di 98 m² ed velaccio di 98 m². Il timone non era compensato.
L'armamento principale consisteva in due cannoni da 102/35 Mod. 1914 Terni (od Ansaldo Schneider), uno situato sul ponte di castello, a proravia della plancia, e l'altro sul cielo della parte di estrema poppa della tuga. Come armamento secondario cinque delle sei unità, compreso l'Azio (l'unica eccezione era il Lepanto) disponevano di un cannone contraereo da 76/40 mm mod. 1917. I cannoni da 102/35 e 76/40 erano provvisti anche di una canna minore, da 25 mm, per le esercitazioni. Secondo alcune fonti l'armamento secondario, oltre al cannone da 76/40, comprendeva anche due mitragliere da 40/56 mm, mentre altre fonti parlando di due mitragliere Colt-Browning M1895/14 da 6,5 mm. Le navi disponevano delle attrezzature per trasportare e posare 80 mine, per un peso complessivo di 86 tonnellate.
La riuscita degli Azio fu tale che se ne progettò la riproduzione in un maggior numero di unità, con alcune migliorie, ma ciò fu reso impossibile dalla mancanza di fondi. Due unità tipo Azio migliorato, la classe Babr, vennero costruite per la Marina imperiale iraniana. Le linee degli Azio vennero riprese nel 1941, quando vennero progettate le corvette della classe Gabbiano.

## Storia
Nei primi anni di servizio, dal 1930 al 1933, il posamine prese parte a campagne idrografiche nel Golfo della Sirte ed in Mar Rosso, venendo poi utilizzato come nave idrografica anche negli anni successivi, sebbene solo saltuariamente (nel 1931 la nave aveva base in Mar Rosso). L'unità fu utilizzata anche come nave scuola e nave coloniale.
Il 10 febbraio 1932 il posamine venne inviato a Gedda per presenziare alla firma di un trattato di amicizia e di un trattato commerciale tra l'Italia e l'Arabia Saudita.
Nel 1934 l'Azio era dislocato nel Mar Rosso, insieme al gemello Ostia e ad altre unità. Nel 1939 la nave partecipò alle operazioni di sbarco in Albania nel corso dell'invasione dello stato balcanico (operazione «OMT», ossia «Oltremare Tirana»): l'Azio fece parte del III Gruppo, al comando dell'ammiraglio Arturo Riccardi ed avente obiettivo Valona, composto dalle corazzate Giulio Cesare e Conte di Cavour, dai cacciatorpediniere Libeccio, Scirocco, Grecale e Saetta, dalle torpediniere Cigno, Castore, Centauro e Climene, dalla cisterna militare Isonzo e dal trasporto truppe Sannio.

Due posamine classe Azio, probabilmente l'Azio e l'Ostia, a Massaua nel 1935.

Il 10 giugno 1940, data dell'entrata dell'Italia nel secondo conflitto mondiale, l'Azio apparteneva al Gruppo Navi Ausiliarie Dipartimentali del Comando Militare Marittimo di Pola, con base nel capoluogo istriano. Nel periodo compreso tra il 6 giugno ed il 10 luglio l'Azio, insieme ai posamine Albona, Laurana e Rovigno ed al posamine ausiliario San Giusto, posò nell'Alto Adriatico 21 campi minati, 18 dei quali antisommergibile, per complessive 769 mine.
Nel corso della guerra la nave, oltre che per la posa di mine, venne utilizzata anche come nave scorta convogli, dragamine, pattugliatore e nave sede comando, svolgendo numerose missioni.
Alla data dell'armistizio, l'8 settembre 1943, l'Azio si trovava ancora nel Dodecaneso. Insieme alle altre unità italiane rimaste nel possedimento (tra cui il gemello Legnano, che venne affondato da aerei tedeschi), il posamine prese parte alla battaglia di Lero.
Nell'ottobre 1943, dopo essere stato colpito durante un attacco aereo tedesco, l'Azio salpò frettolosamente da Lero e raggiunse l'isola di Lisso, dove tuttavia fu nuovamente assalito da aerei. Il posamine dovette infine lasciare il mar Egeo e rifugiarsi nella neutrale Turchia, dove venne internato, rimanendovi sino al 1946. Altre fonti, tuttavia, indicano l'Azio come facente parte del Gruppo Navi Ausiliarie di Squadra già il 2 maggio 1945.
Tornato in Italia nel 1946, l'Azio (che secondo alcune fonti venne temporaneamente disarmato l'anno successivo), fu trasformato, nel corso dello stesso anno, in nave idrografica, venendo adibito a tale utilizzo sino al 1952.
Il 1º gennaio 1957 l'anziana unità venne radiata, dopo di che, secondo alcune fonti, la nave fu ceduta nello stesso anno alla Fondazione Garaventa, che la impiegò come pontone/nave scuola con ormeggio fisso a Genova. Successivamente la nave venne avviata alla demolizione.